# 仙・龍・演・義 開演! 仙娘とネコのプレリュード
『仙・龍・演・義 開演! 仙娘とネコのプレリュード』（せんりゅうえんぎ かいえん! シャンニャンとネコのプレリュード）は、秋穂有輝による日本のライトノベル。イラストはTacetが担当。2003年、富士見ファンタジア文庫（富士見書房）から2003年9月に刊行された。第15回ファンタジア長編小説大賞佳作受賞作。

## ストーリー
世界の異変を食い止めるべく異世界からやってきた仙人見習いの少女、リィファ。ある街に降り立った彼女は、自分を魔人と名乗る黒猫のノワールと出会う。そのノワールを狙う刺客の襲撃を受け、リィファは事件に巻き込まれてしまう。

## 登場人物
リィファ
仙人見習いの少女。龍脈の異変を正すべく、師匠からの命令により異世界からやってきた。外見は16歳の少女だが、仙人故に普通の人間より長く生きており、実年齢に触れたり「ババァ」と言われたりすると逆上する。
ノワール
リィファが町で出会った黒猫。その正体は、大昔に「神」との激戦の末に封印され、猫の姿になった「魔人」。性別は男性。
ヴァイス
傭兵の男。些細なことにこだわらない性格で、クラースらイリストル教団の襲撃を受けたリィファとノワールを保護する。
クラース
イリストル教団に所属する青年。冷酷で、教団の命令を忠実に遂行している一方、教団の強引な手段により人々が苦しむことで自らの理想とのジレンマを覚える。

## 既刊一覧
- 秋穂有輝（著）・Tacet（イラスト） 『仙・龍・演・義 開演! 仙娘とネコのプレリュード』 富士見書房〈富士見ファンタジア文庫〉、2003年9月20日発売[1]、ISBN 4-8291-1551-3